# Dresserus darlingi
Dresserus darlingi är en spindelart som beskrevs av Pocock 1900. Dresserus darlingi ingår i släktet Dresserus och familjen sammetsspindlar. Inga underarter finns listade i Catalogue of Life.